# Leekeerdgronden
Een leekeerdgrond is een bodemtype binnen het Nederlandse systeem van bodemclassificatie dat behoort tot de suborde tot de hydroeerdgronden. Leekeerdgronden zijn zavel- en kleigronden met een relatief dunne, tot 30 cm dikke, donkere bovengrond (A-horizont) en roestvlekken binnen een halve meter in een grijze, gereduceerde, ondergrond. Vergelijkbare gronden met een dikke donkere bovengrond worden geclassificeerd als woudeerdgronden. Dit bodemtype komt voor in het Delfland, West-Friesland, in droogmakerijen en ook wel in oude tuinen en volkstuinen in enige eeuwen oude polders in jonge zeeklei.
In de droogmakerijen is de zwarte bovengrond ontstaan uit de vermenging van verslagen veen, dat op de bodem van de plas was afgezet, en de minerale ondergrond. Onder normale omstandigheden zou er in de relatief korte tijd na de drooglegging door bodemvormende processen in de oude zeeklei niet zo een zwarte laag zijn ontstaan.

## Etymologie
Leek is een oud Hollands woord voor een natuurlijke waterloop.
| Horizont | Diepte   | Omschrijving                                                      |
| -------- | -------- | ----------------------------------------------------------------- |
| Ap       | 0–20 cm  | bouwvoor; zeer donker grijze, zeer humeuze, kalkarme, lichte klei |
| ACg      | 20–30 cm | overgangshorizont met roestvlekken                                |
| Cgl      | 30–65 cm | grijze, humusarme, kalkrijke, zware zavel met roestvlekken        |
| Cg2      | > 65 cm  | idem, met enkele reductievlekken                                  |